# Gustavo Durán
Pour les articles homonymes, voir Duran.
Gustavo Durán Martínez (14 novembre 1906 – 25 mars 1969) est un musicien espagnol, qui fut aussi militaire, écrivain et un diplomate.

## Jeunesse
Né à Barcelone en 1906, il étudie très tôt le piano au Conservatoire Royal de Madrid sous Manuel de Falla et Joaquín Turina. Pendant ses études, il côtoie le large et diffus mouvement culturel espagnol appelé Generación del 27 et a pour amis les autres pensionnaires de la Residencia de Estudiantes : Federico García Lorca, Salvador Dalí, Luis Buñuel, Rafael Alberti (dont il a mis les poèmes en musique). 

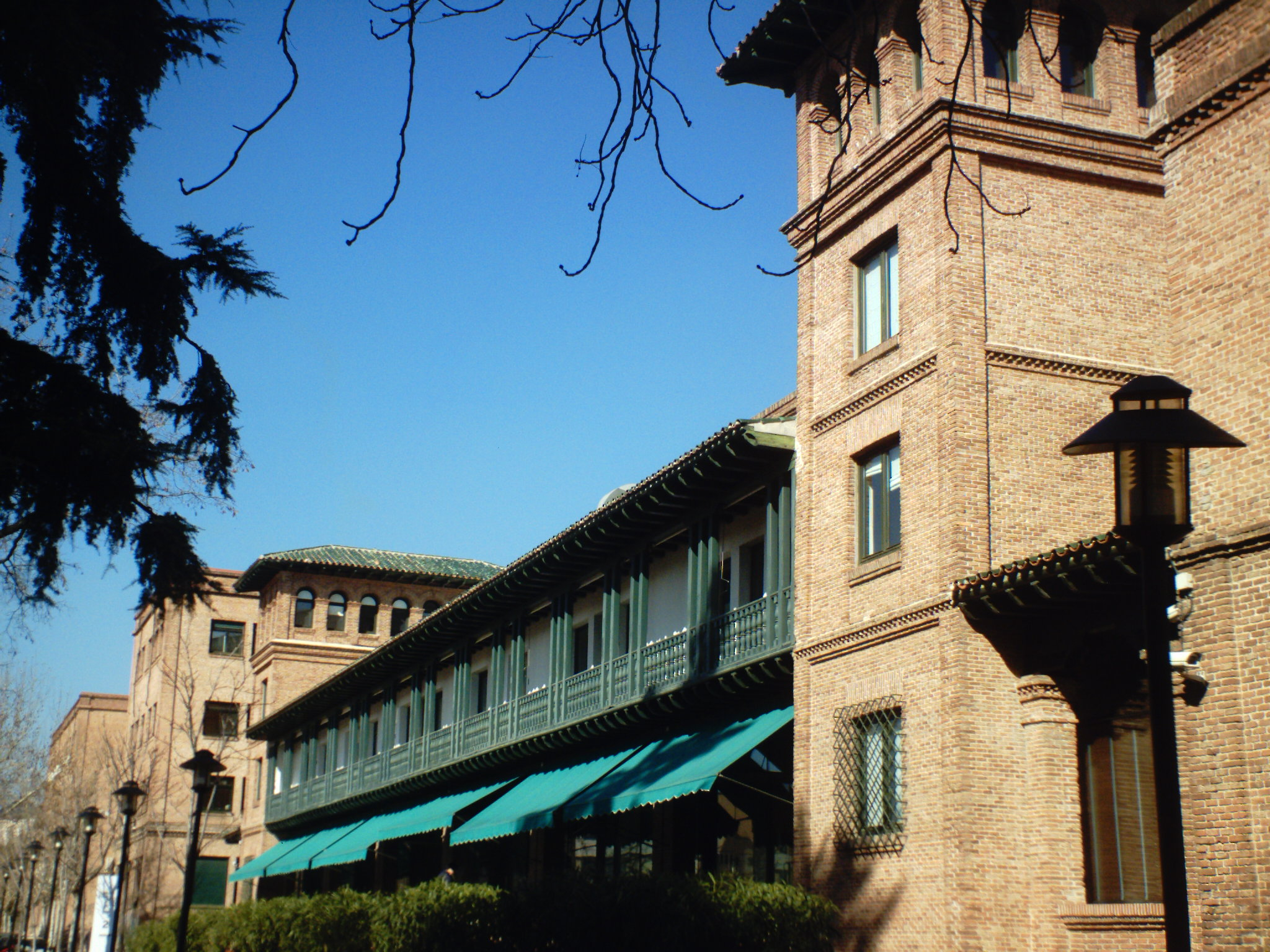
La Residencia de Estudiantes, ensemble de constructions de style néo-mudéjar édifiées à partir de 1915 au nord de Madrid, a été le foyer de la Edad de Plata Española (« Âge d'Argent des Lettres et Sciences Espagnoles »), fleurissement culturel très actif jusqu'en 1939 - ainsi qu'un centre de résistance lors de la bataille de la Cité universitaire de Madrid.

Durán dédie sa première composition musicale, El corazón de Hafiz (« Le cœur de Hafiz ») au poète de Grenade, Federico García Lorca. 
En 1927, il compose un ballet Fandango del Candil, (« Fandango du lumignon ») pour la fameuse Antonia Mercé  (La Argentina, célèbre ballerine et chorégraphe, muse de l'avant-garde musicale espagnole, et il l'accompagne pendant sa tournée en Europe.
En 1929, il séjourne à Paris et étudie sous Paul Dukas et Paul Le Flem de la Schola Cantorum, rencontre Alejo Carpentier, Anaïs Nin, Ernest Hemingway, Ilya Ehrenbourg.
En 1933, il se détourne de la musique : de retour à Madrid, il est employé par la branche espagnole de la Paramount Pictures et travaille aussi pour la Fono-Espana, Inc. : il double des films pour le marché latino-américain avec son ami Luis Buñuel. 
Il se rend plusieurs fois aux Îles Canaries, et sert de modèle au peintre canarien Néstor Martín-Fernández de la Torre, qui réalise sa grande œuvre Poema del Atlántico, (exposée au Musée de Las Palmas).
Sur le plan politique, influencé par Rafael Alberti, il devient une des figures de « La Motorizada », la section motorisée du mouvement des jeunes socialistes d'Indalecio Prieto.

## Guerre civile espagnole
Durán s'engage dans l'armée républicaine espagnole (Quinto Regimiento de Milicias Populares) le 18 juillet 1936, et il y restera presque jusqu'à la fin de la guerre.
Il rejoint le PCE, devient chef d'état-major d'Emilio Kléber (Manfred Stern), participe à l'arrestation des officiers putchistes qui s'étaient révoltés contre la République et à la défense de la capitale lors de la bataille de Madrid (novembre 1936).
Il retrouve Ernest Hemingway (qu'il avait connu à Paris) lorsque l'écrivain est envoyé spécial de la NANA (North American Newspaper Alliance (en)) en reportage sur la guerre civile espagnole. Durán prend la tête de la 69e brigade mixte engagée dans la Seconde Bataille de la route de La Corogne et dans l'offensive sur Ségovie. Lors de la bataille de Brunete il commande la 69e division ; il combat aussi à Teruel.
Il couvre la retraite des Républicains pendant l'offensive d'Aragon lancée par les nationalistes, et est l'un de ceux qui défend la Ligne XYZ  en 1938,. 
Attiré par Alexandre Orlov, un des chefs des services secrets soviétiques en Espagne, Durán sert aussi (brièvement, et malgré l'opposition du ministre de la Défense nationale Indalecio Prieto) dans le Servicio de Investigación Militar, comme chef de la section renseignement de l'Armée du Centre. Ayant fait preuve d'insubordination, il revient à l'armée, et retourne à la 47e division.
En 1938, il est nommé colonel et affecté à la défense de Valence. 
En mars 1939, lorsque les troupes du général Franco atteignent Valence lors de l’Ofensiva del Levante, Durán parvient à quitter l'Espagne sur un destroyer britannique, et arrive à Marseille.
Il part ensuite à Londres, séjourne à Dartington Hall (en). Le 4 décembre 1939, il épouse une riche américaine, Bontë Romilly Crompton.

## Carrière américaine
En mai 1940, Durán arrive aux États-Unis. Sa belle-sœur, Belinda Crompton, est l'épouse de Michael Straight (1916-2004), un riche américain formé à Oxford. Les Crompton et les Straight introduisent Durán dans les milieux intellectuels et artistiques américains, et lui procurent un poste au MoMA de New York, section des « Affaires Inter-Américaines » (il y retrouve Luis Buñuel qui travaille à la cinémathèque), puis à l'OEA), section « Musique ». En 1942, il obtient la nationalité américaine.
Comme l'écrit Horacio Vázquez Rial dans son livre El soldado de porcelana : « Blond, de beaux yeux bleus, d'une élégance raffinée touchant à l'affectation, séducteur, s'exprimant en anglais, français, italien, allemand et russe, doté d'un réel talent pour la musique et d'une mémoire prodigieuse, Durán ne pouvait manquer d'intéresser n'importe quel service de renseignement. »
Il est alors affecté, à la demande de son ami Hemingway, à l'ambassade américaine à La Havane (Cuba), où il coordonne la lutte contre les franquistes sympathisants des hitlériens. 
En mai 1945, il est assistant de l'ambassadeur Spruille Braden à l'ambassade américaine à Buenos Aires. Il retrouve Rafael Alberti et María Teresa León, qui l'introduisent dans le monde culturel argentin, où règne l'incontournable Victoria Ocampo. Il diffuse son réquisitoire contre Perón : le Libro Azul  (Livre Bleu), dans lequel il dévoile les sympathies du futur dictateur pour les nazis et essaye de l'empêcher d'accéder au pouvoir. Mais Perón répondra par son slogan ¡O Braden o Perón! et en publiant son Libro Azul y Blanco ; il l'emportera en se présentant comme le champion de l'indépendance nationale contre la tentative de mainmise de l'impérialisme américain.

## Carrière auxNations unies
En octobre 1946, Durán démissionne de son poste d'« assistant spécial » auprès de l’Assistant Secretary of State et entre aux Nations unies comme responsable de la branche sociale du « Bureau des Réfugiés ». 
La même année, il est accusé par le député J. Parnell Thomas d'être un agent des services secrets soviétiques et un membre du Komintern. 
En 1951, le sénateur Joseph McCarthy, s'appuyant sur un article du journal phalangiste Arriba, accuse Durán d'avoir été un membre du PCE et du SIM et de garder des sympathies pro-communistes. 
Durán participe à la formation de l'UNESCO, du CEPALC (Commission économique pour l'Amérique latine et les Caraïbes) et est envoyé en mission au Congo belge (Léopoldville) en 1960. 
Il était représentant des Nations unies en Grèce, quand il meurt à Athènes en 1969.
Sa fille, la poétesse Jane Durán (en), a fait don des archives de son père au centre de documentation de la Residencia de Estudiantes. 
Ses biographes (cf infra) ont parlé à propos de Durán de « soldat de porcelaine » (pour son aspect soigné au milieu d'une armée républicaine en haillons), d'« intellectuel en armes », d'« espagnol à multiples facettes », et de « prélude inachevé » (dans le domaine musical, à partir de 1933 cet ex-enfant prodige n'a joué et composé que pour lui et pour ses amis).

## Modèle de personnages de fiction
Durán a inspiré des personnages de Pour qui sonne le glas d'Hemingway (« Durán »), de L'Espoir d'André Malraux (« Manuel García »), de Campo de Sangre de Max Aub.
Dans Pour qui sonne le glas, Ernest Hemingway décrit ainsi Gustavo Durán : « Durán, qui n'a jamais eu de formation militaire, qui était un compositeur et un jeune homme de la ville avant le mouvement et qui est maintenant un sacré bon général qui commande une brigade. Pour Durán, tout a été aussi facile à apprendre et à comprendre que les échecs pour un enfant prodige doué pour les échecs... Sacré Durán. Ça ferait du bien de revoir Durán. »